# Baba-hegység
A Baba-hegység (macedónul: Баба Планина), vagy a legmagasabb csúcsa után Peliszter (macedónul: Пелистер) néven is ismert, hegység Észak-Macedónia legdélebbi területén. A 2601 méteres Peliszter-csúcs Bitola városa fölött magasodik, és az ország harmadik legmagasabb hegységévé és hegycsúcsává teszi a Babát.

## Földrajza
A Baba-hegység fő tömege kristályos palából épül fel, és a harmadidőszakban gyűrődött fel. A legmagasabb, 2601 méteres Peliszteren kívül további jelentős csúcsok: a Dva Groba (2514 méter), Veternica (2420 méter), Musza (2350 méter), Ržana (2334 méter), Široka (2218 méter), Kozji Kamen (2199 méter), Griva (2198 méter) és Golema Čuka (2188 méter), valamint a Belavoda (2179 méter) és a Kirko. A Peliszter az 1516 méteres relatív magasságával Európa 94. legprominensebb csúcsának számít. A Baba-hegység a régió folyóinak vízválasztója, így azok az Adriai-tenger vagy az Égei-tenger felé folynak. Magán a hegyvidéken két látványos tengerszem, a Golemo jezero 2218 méteres magasságban, illetve a Malo jezero 2180 méteren. A hegységet nyugati oldalról a Preszpa-tó határolja.

## Élővilága
A Baba-hegység különleges élővilágának védelmére hozták létre a Peliszter Nemzeti Parkot. Flórájának különlegessége az őshonos balkáni selyemfenyő (Pinus peuce), amely a Balkán-félszigeten már csak néhány hegyvidéki területen fordul elő szórványosan. A környék állatvilágának jelentősebb fajai: a barna medve, az európai őz, szürke farkas, zerge, a szarvasok és vaddisznók, különféle sasfajok, a fogoly, a csóka, valamint az endemikus macedón pelagóniai pisztráng. Egy 2002-ben megjelent átfogó cikkben Melovski és Godes beszámolt arról, hogy Macedóniában három nagy húsevő állatfaj található meg a Baba-hegységben és környékén, a barna medve, a farkas és a hiúz.

## Fordítás
- Ez a szócikk részben vagy egészben  a   Baba (North Macedonia) című angol Wikipédia-szócikk ezen változatának fordításán alapul.  Az eredeti cikk szerkesztőit annak laptörténete sorolja fel. Ez a jelzés csupán a megfogalmazás eredetét és a szerzői jogokat jelzi, nem szolgál a cikkben szereplő információk forrásmegjelöléseként.